# Benvolio
Benvolio Montague (tiếng Ý: Benvolio Montecchi ) là một nhân vật hư cấu trong vở bi kịch Romeo và Juliet của William Shakespeare. Ông cũng là cháu trai của Chúa Montague và là anh em họ của Romeo. Benvolio đóng vai trò là người gìn giữ hòa bình không thành công trong vở kịch, cố gắng ngăn chặn bạo lực giữa hai gia đình Capulet và Montague.

## Từ nguyên
Cái tên Benvolio có nghĩa là "thiện chí" hoặc "người mong muốn điều tốt lành" hoặc "người gìn giữ hòa bình", đây là vai trò mà ông đảm nhiệm trong câu truyện ở một mức độ nào đó, với tư cách là người gìn giữ hòa bình và là anh em họ của Romeo. Ông cũng muốn hòa bình để chấm dứt xung đột giữa ông và Tybalt, nhưng sẽ làm mọi thứ cho gia đình mình ngay cả khi điều đó có nghĩa là chiến tranh với nhà Capulet. (Để so sánh, hãy xem nguồn gốc của Malvolio – ác ý – trong Đêm thứ mười hai .)